# رن جينغ
رن جينغ (بالصينية: 任靖) مواليد 15 أبريل 1987، هي لاعبة كرة مضرب صينية بدأت مسيرتها كمحترفة سنة 2003. أعلى تصنيف لها في الفردي كان المركز الـ 256 في سنة 2007. أعلى تصنيف لها في الزوجي كان المركز الـ 224 في سنة 2007.

## النهائيات

### الفردي: 2 (1-1)
| الحصيلة | الرقم | التاريخ       | الدورة         | الأرضية | المنافس في النهائي | النتيجة في النهائي |
| ------- | ----- | ------------- | -------------- | ------- | ------------------ | ------------------ |
| الفوز   | 1.    | 24 يونيو 2006 | نيودلهي، الهند | صلبة    | جي تشونمي          | 6–0, 6–7, 6–4      |
| الوصافة | 2.    | 30 أبريل 2007 | تشنغدو، الصين  | صلبة    | شواي تشانغ         | 2–6, 7–6(7–5), 0–6 |

### الزوجي النهائي: 3 (3–0)
| الحصيلة | No | التاريخ       | الدورة            | الأرضية | الشريك       | المنافس في النهائي            | النتيجة في النهائي |
| ------- | -- | ------------- | ----------------- | ------- | ------------ | ----------------------------- | ------------------ |
| الفوز   | 1. | 16 يوليو 2006 | تشونغتشينغ، الصين | صلبة    | شواي تشانغ   | جي تشونمي سان شنجنان          | 6–4, 6–3           |
| الفوز   | 2. | 26 يوليو 2006 | تشنغدو، الصين     | صلبة    | شواي تشانغ   | شيا هوان شو يفيان             | 6–4, 6–2           |
| الفوز   | 3. | 28 أغسطس 2006 | غوانزو، الصين     | صلبة    | شين يانتشونغ | أيامي تاكاسي مونتيني تانجفونج | 2–6, 6–4, 7–5      |

## روابط خارجية
- رن جينغ على موقع رابطة محترفات التنس (الإنجليزية)
- رن جينغ على موقع الاتحاد الدولي لكرة المضرب (الإنجليزية)
- رن جينغ على موقع اللجنة الأولمبية الصينية (الإنجليزية)